# Világosbarna őszibagoly
A világosbarna őszibagoly (Agrochola circellaris) a rovarok (Insecta) osztályának a lepkék (Lepidoptera) rendjébe, ezen belül a bagolylepkefélék (Noctuidae) családjába tartozó faj.

## Előfordulása
A faj nyitottabb lomberdőkben, erdőszegélyekben, szárazabb bokorerdőkben honos, szinte egész Eurázsia nyugati részében általánosan elterjedt faj, kelet felé az Urálig és Anatóliáig terjed.

## Megjelenése
- lepke: szárnyfesztávolsága: 34–40 mm. Első szárnyai sárgás vöröses barnák világosabb foltokkal. A hátsó szárnyak piszkos szürkék.

## Életmódja
- nemzedék:   egyetlen nemzedéke augusztus közepétől november elejéig repül. Tojással (petével) telel át.
- hernyók tápnövényei: Quercus-, Fagus-, Betula-, Prunus-, Populus-, Salix-fajok.

## Fordítás
- Ez a szócikk részben vagy egészben  a   Brick (moth) című angol Wikipédia-szócikk fordításán alapul.  Az eredeti cikk szerkesztőit annak laptörténete sorolja fel. Ez a jelzés csupán a megfogalmazás eredetét és a szerzői jogokat jelzi, nem szolgál a cikkben szereplő információk forrásmegjelöléseként.